# Uwe Ruschewitz
Uwe Ruschewitz (* 1961 in Remscheid) ist ein deutscher Chemiker. Er ist seit 2000 Professor für Anorganische Chemie an der Universität zu Köln.

## Leben
Uwe Ruschewitz studierte Chemie an der RWTH Aachen und schloss dort 1989 seine Diplomarbeit unter Anleitung von Welf Bronger ab. Anschließend fertigte er bis 1992 seine Dissertation zum Thema „Zur Darstellung, Struktur und den magnetischen Eigenschaften von Alkalimetalleisenchalkogeniden“ ebenfalls unter Bronger an der RWTH Aachen an und wurde zum Dr. rer. nat. promoviert.
Von 1992 bis 1993 folgte ein Aufenthalt als Postdoktorand in der Arbeitsgruppe von A. K. Cheetham an der University of Santa Barbara, USA. Im Anschluss habilitierte er sich bis 2000 an der RWTH Aachen und folgte dann dem Ruf auf die Professur für Anorganische Chemie an die Universität zu Köln. Er ist dort seit 2007 Vorsitzender des Bachelorprüfungsausschusses für Chemie und erhielt 2008 und 2013 den Albertus-Magnus-Lehrpreis der Mathematisch-Naturwissenschaftlichen Fakultät.
In den Jahren 2015 und 2019 wurde er als Mitglied in den Vorstand der Wöhler-Vereinigung der Gesellschaft Deutscher Chemiker gewählt.

## Forschungsgebiete
Die Forschung von Uwe Ruschewitz fokussiert sich auf zwei Schwerpunkte. Diese sind zum einen die Chemie des Kohlenstoffs in Carbid-Verbindungen und zum anderen die der Metallorganischen Gerüstverbindungen. Auf dem Gebiet der Carbide werden insbesondere die Löslichkeit und Synthesen in flüssigem Ammoniak erforscht. Des Weiteren beschäftigt er sich mit der Synthese neuer Acetylid-Verbindungen. Seine Forschungstätigkeiten zu Metallorganischen Gerüstverbindungen konzentrieren sich auf die Synthese und Untersuchungen von neuen fluorierten Gerüstsystemen. Schwerpunktübergreifend beschäftigt er sich mit der Strukturlösung und -verfeinerung aus Röntgenpulverdaten.

## Veröffentlichungen
Uwe Ruschewitz hat in seiner Forschungstätigkeit 133 Publikationen und Beiträge (Stand 2021) in Fachzeitschriften verfasst oder daran mitgewirkt.